# Rudolf Gähler

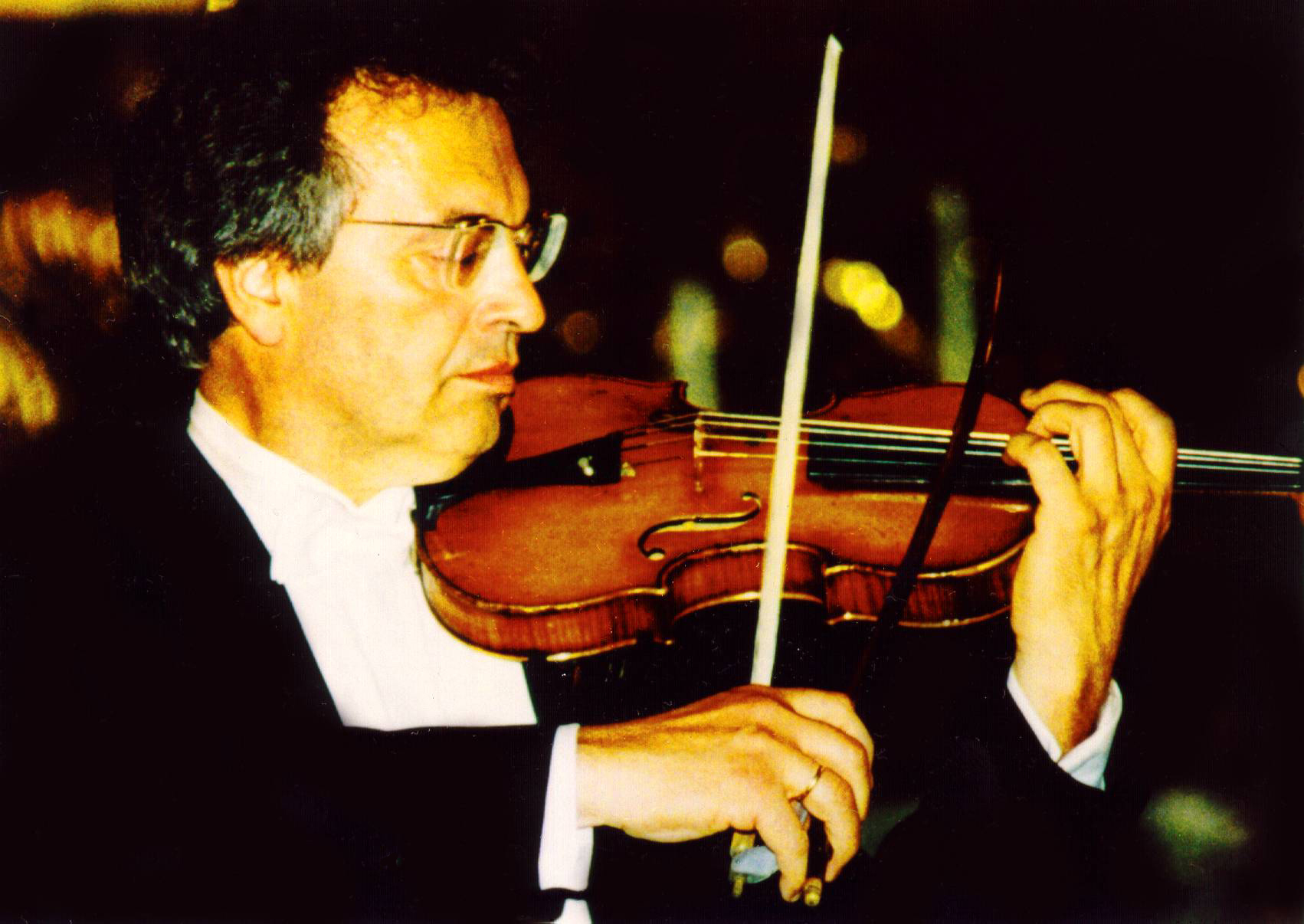
Rudolf Gähler, 1984, spielt Violine mit einem Rundbogen

Rudolf Gähler (* 11. Februar 1941 in Hoyerswerda) ist ein deutscher Geiger und Rundbogenspieler.

## Leben
Rudolf Gähler studierte Violine bei Rolph Schroeder in Kassel und Vittorio Brero in Berlin. Er war langjähriger Erster Konzertmeister des Beethoven Orchester Bonn.
Rudolf Gähler gilt als einer der wenigen Geiger, welche die moderne Rundbogentechnik beherrschen. Der Herausgeber der Neuen Bach-Ausgabe Günter Haußwald fand nach einem Konzert Rudolf Gählers auf dem 48. Bachfest der Neuen Bachgesellschaft 1973 in Nürnberg „die polyphone Kraft“ erstaunlich, die Bach durch eine Interpretation mit dem modernen Rundbogen gewann. Rudolf Gähler war im direkten Interpreten-Vergleich bei der Gegenüberstellung des Rundbogenklanges und demjenigen des geraden Bogens zu hören zusammen mit Dmitri Sitkowetski auf dem 57. Bachfest 1982 in Würzburg, mit Mark Kaplan in der Fernsehsendung der ARD zum 300. Geburtstag Johann Sebastian Bachs im Jahre 1985 oder mit Thomas Zehetmair auf dem Symposium „Sei Solo“ der European String Teachers Association (Präsident: Sir Yehudi Menuhin) und der internationalen Bachakademie, Stuttgart 1990 (Leitung: Helmuth Rilling).
Rundfunk- und Fernsehsendungen sowie Schallplatten- und CD-Aufnahmen demonstrieren die Spannbreite seines Repertoires und die reichen Klangmöglichkeiten sowohl bei der Anwendung des normalen, herkömmlichen Bogens als auch des Rundbogens.
Rudolf Gähler hält neben seiner solistischen Tätigkeit Meisterkurse im In- und Ausland und tritt als Spezialist auf Fachtagungen, Symposien und Festivals auf.

## Veröffentlichungen
- Als Herausgeber: Der Rundbogen für die Violine – ein Phantom? Con Brio Verlagsgesellschaft, Regensburg 1997, ISBN 3-930079-58-5[5]

## Rundfunk und TV
- WDR 3, Köln, Sendung über den Rundbogen für Violine, „Musikszene“ vom 21. Juli 1998 (Redakteurin: Friedegard Hürter)
- Johann Sebastian Bach, Sonaten und Partiten für Violine solo BWV 1001–1006, ARTE NOVA Musikproduktion GmbH, München 1998